# 류중칭
류중칭(중국어 간체자: 刘忠庆, 정체자: 劉忠慶, 병음: Liú Zhōngqìng, 한자음: 유충경, 1985년 11월 10일~)은 중화인민공화국의 전직 프리스타일 스키 선수로 주 종목은 에어리얼이다. 그는 올림픽에 4회 연속으로 참가했으며 2010년 동계 올림픽에서 남자 에어리얼 동메달을 획득했다. 또한 월드컵에서 에어리얼 부문 우승 1회를 달성했다.

## 개인사
배우자인 장신도 프리스타일 스키 에어리얼 선수로 활동했으며 두 사람은 2018년 3월 22일에 결혼했다.